# 미국령 군소 제도

미국령 군소 제도의 깃발

미국령 군소 제도의 문장

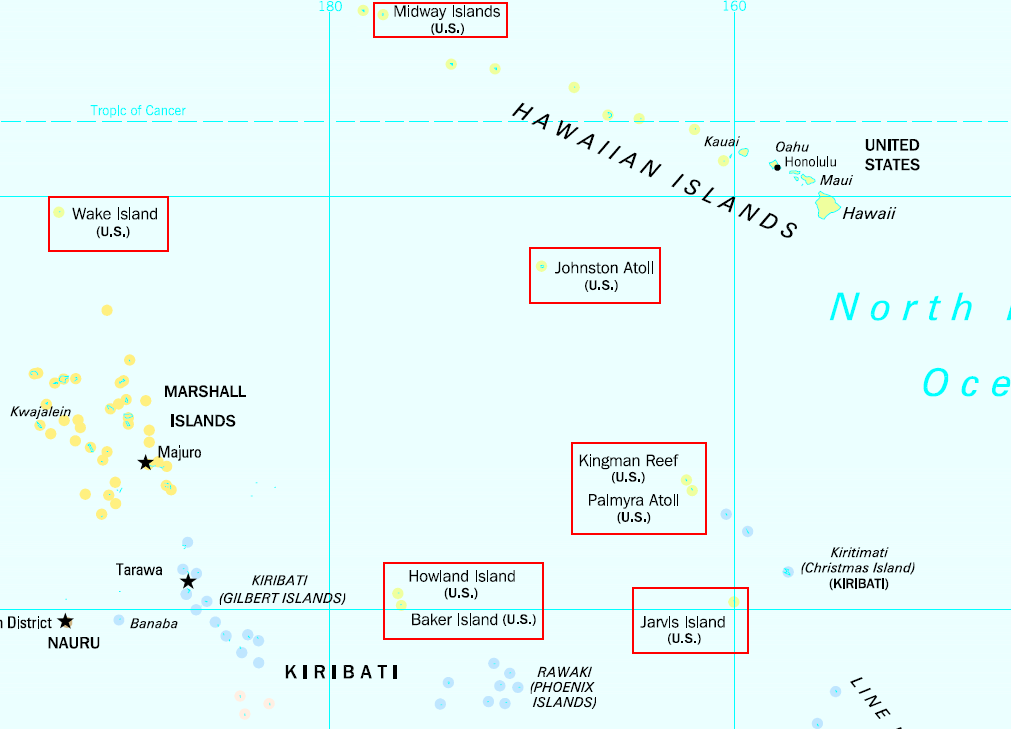
미국령 군소 제도

미국령 군소 제도(United States Minor Outlying Islands)는 태평양 및 카리브해에 산재한 소규모의 미국령 섬들과 환초들을 아울러 이르기 위해 ISO 3166-1 표준에 등록된 지역명이다. 나배사섬, 미드웨이 환초, 베이커섬, 웨이크섬, 자르비스섬, 존스턴 환초, 킹먼 환초, 팔미라 환초, 하울랜드섬 등 아홉 지역으로 이루어져 있다. 미국 정부는 카리브 해의 바조노에보뱅크와 세라닐라뱅크도 미국령 군소 제도에 포함시키는 경우도 있으나, 주변 나라와 분쟁 중이다.
이중 팔미라 환초만이 미국의 공식 영토이다. 2008년 기준으로, 어떤 섬에도 정착해서 살고있는 사람은 없다. 과학적 군사적 이유로 잠시 거주하는 사람만이 일부 있다. 2000년 미국 인구 조사에는 존스턴 환초에는 315명, 웨이크섬에는 1명이 거주하고 있었다. 원주민도 1940년 인구 조사를 제외하고는 존재하지 않는다. 1936년에는 베이커섬, 자르비스섬, 하울랜드섬 등이 식민지화되긴 했으나, 1942년 제2차 세계 대전을 위해 모든 주민이 대피하고 무인도가 되었다.
통계의 편의를 위해 묶인 단위이며, 행정이나 문화, 정치적인 단위로 묶여 취급되지는 않는다.
ISO 3166-1 alpha-2 국가 부호로 UM이 할당되어 있으며, 인터넷 국가 코드 최상위 도메인으로 ".um"이 할당되기도 했다. 그러나 .um 도메인은 2007년 이후 사용되지 않고 있다.

## 섬
미국령 군소 제도에 포함되는 섬들은 다음과 같다.
| 북태평양에 흩어진 외딴 섬 |      |      |                                                          |                 |                                |
| 웨이크섬A | 7.4  | 6    | 북위 19° 18′ 동경 166° 38′  / 북위 19.300° 동경 166.633° | 2009년 1월 6일  | 1899년 1월 17일                |
| 존스턴 환초B | 2.52 | 130  | 북위 16° 45′ 서경 169° 31′  / 북위 16.750° 서경 169.517° | 1926년 7월 29일 | 1859년 9월 6일                 |
| 북태평양 북서 하와이 제도 |      |      |                                                          |                 |                                |
| 미드웨이 환초 | 5.18 | 40   | 북위 28° 13′ 서경 177° 22′  / 북위 28.217° 서경 177.367° | 1996년 11월 1일 | 1867년 8월 28일                |
| 중앙태평양, 북부 라인 제도 |      |      |                                                          |                 |                                |
| 킹먼 환초 | 0.01 | 76   | 북위 6° 24′ 서경 162° 24′  / 북위 6.400° 서경 162.400°   | 2001년 1월 18일 | 1860년 2월 8일                 |
| 팔미라 환초B | 6.56 | 15   | 북위 5° 53′ 서경 162° 05′  / 북위 5.883° 서경 162.083°   | 2001년 1월 18일 | 1912년 2월 21일                |
| 중앙태평양, 중부 라인 제도 |      |      |                                                          |                 |                                |
| 자르비스섬 | 4.45 | -    | 남위 0° 22′ 서경 160° 01′  / 남위 0.367° 서경 160.017°   | 1974년 7월 27일 | 1856년 10월 28일               |
| 중앙태평양, 북부 피닉스 제도 |      |      |                                                          |                 |                                |
| 베이커섬 | 1.24 | -    | 북위 0° 12′ 서경 176° 29′  / 북위 0.200° 서경 176.483°   | 1974년 7월 27일 | 1856년 10월 28일               |
| 하울랜드섬 | 1.62 | -    | 북위 0° 48′ 서경 176° 37′  / 북위 0.800° 서경 176.617°   | 1974년 7월 27일 | 1856년 10월 28일               |
| 카리브해 |      |      |                                                          |                 |                                |
| 나배사섬C | 5.2  | -    | 북위 18° 24′ 서경 75° 01′  / 북위 18.400° 서경 75.017°   | 1999년 12월 3일 | 1858년 10월 31일               |
| 바조누에보뱅크D | 0.02 | 155  | 북위 15° 53′ 서경 78° 38′  / 북위 15.883° 서경 78.633°   | N/A             | 1869년 11월 22일               |
| 세라닐라뱅크D | 0.02 | 1200 | 북위 15° 50′ 서경 79° 50′  / 북위 15.833° 서경 79.833°   | N/A             | 1879년 9월 8일 1880년 9월 13일 |
| 미국령 군소 제도 | 34.2 | 267  |                                                          |                 |                                |
| A 마셜 제도가 영유권을 주장. B 하와이가 독립국이었을 때 영유권을 주장했다. 1959년까지는 공식적으로 하와이주 소속이었다. C 아이티가 영유권을 주장 D 콜롬비아, 자메이카, 니카라과 등과 영토 분쟁 중이다. ISO의 영토 목록에도 누락되어 있으며, 전체 면적 합계에는 제외되어 있다. |      |      |                                                          |                 |                                |

## 같이 보기
- 미국령 군소 제도의 국기 목록